# Muzeum Limburskie w Venlo

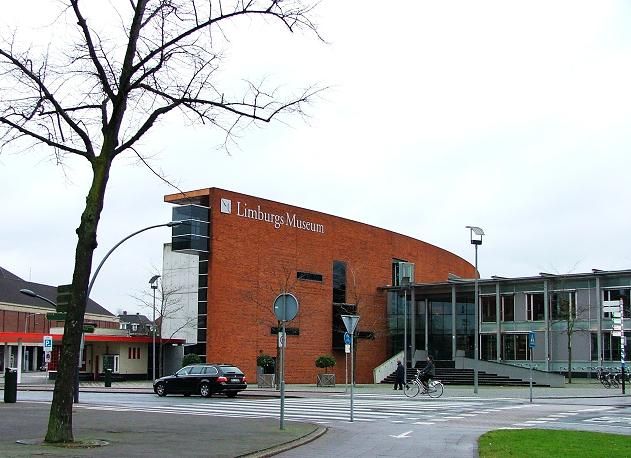
Muzeum Limburskie w Venlo

Muzeum Limburskie w Venlo – muzeum historyczne i etnograficzne Limburgii, zlokalizowane w holenderskim mieście Venlo. 
Muzeum w Venlo jest jednym z trzech muzeów regionalnych holenderskiej Limburgii. Pozostałe dwa to:
- Industrion w Kerkrade,
- Bonnefantenmuseum w Maastricht.

Muzeum posiada znaczącą kolekcję archeologiczną i etnograficzną – np. stroje ludowe, modele budynków, dewocjonalia i inne. 
Sam budynek muzeum jest interesujący architektonicznie. Jest to budowla neomodernistyczna z 2000 roku, zaprojektowana przez urodzoną w Venlo architekt Jeanne Dekkers. Budynek zlokalizowany jest w Julianpark, niedaleko dworca kolejowego. 